# Superlópez (film)
Superlópez è un film del 2018 diretto da Javier Ruiz Caldera, ed è ispirato ai fumetti di Jan della serie di Superlópez.

## Trama
Juan López deve coinciliare il suo lavoro con quello di supereroe per salvare il suo pianeta.